# Лаго-Верде (Чилі)
Лаго-Верде (ісп. Lago Verde) — комуна в Чилі. Адміністративний центр комуни — селище Ла-Тапера. Населення — 265 осіб (2002). Селище і комуна входить до складу провінції Кояїке і регіону Айсен.
Територія комуни — 5422,3 км². Чисельність населення — 1003 мешканців (2007). Щільність населення — 0,2 чол./км².

## Розташування
Селище Ла-Тапера розташоване за 107 км на південний схід від адміністративного центру регіону міста Кояїке.
Комуна межує:
- на півночі — з комуною Палена
- на сході — з провінція Чубут (Аргентина)
- на півдні — з комуною Кояїке
- на заході — з комуною Сіснес

## Демографія
Згідно з даними, зібраними під час перепису Національним інститутом статистики, населення комуни становить 1003 особи, з яких 619 чоловіків та 384 жінки.
Населення комуни становить 1 % від загальної чисельності населення регіону Айсен, при цьому 100 % відноситься до сільського населення і 0 % — міське населення.